# Alvó nő fekete vázával
Alvó nő fekete vázával ("Quý bà ngủ với bình hoa đen") là một bức tranh sơn dầu năm 1927–1928 của Róbert Berény. Bức tranh miêu tả vợ của họa sĩ đang nằm ngủ trong chiếc váy màu xanh, sau chiếc bàn có đặt một chiếc bình màu đen. Bức tranh được bán vào năm 1928 và bị xem là đã thất lạc sau Thế chiến thứ hai.
Bức họa được bán đấu giá với tên tác giả Berény vào giữa thập niên 1990. Tác phẩm bị xem là định giá rẻ vào thời điểm ấy và rồi được bán cho Sony Pictures, hãng đã sử dụng bức họa trong bộ phim năm 1999 Stuart Little làm đạo cụ bối cảnh trong nhà của nhân vật chính. Năm 2009, nhà sử học nghệ thuật Gergely Barki nhận định được bức tranh khi xem phim cùng con gái và lần ra nó. Bức họa thuộc sở hữu của một nhà thiết kế, cô bán nó cho một nhà sưu tập nghệ thuật, rồi người này bán tiếp nó trong cuộc đấu giá vào năm 2014 với giá 285.700 USD.

## Miêu tả
Bức tranh là bức chân dung vẽ người vợ thứ hai của Berény, Eta (nhũ danh Breuer) và được sáng tác theo phong cách art deco. Đây được xem là một trong những tác phẩm xuất sắc nhất của Berény. Đối tượng trong bức họa đang ngủ để kiểu tóc đặc trưng ở thập niên 1920 và mặc một chiếc váy màu xanh lam. Cô ngả người ra sau chiếc bàn có đặt một chiếc bình đen. Tác phẩm được vẽ bằng sơn dầu trên một canvas theo chiều ngang, có kích thước 64 nhân 87 xentimét (25 in × 34 in). Chữ ký của tác giả nằm ở phía dưới bên trái của bức hình.
Nhà sử học nghệ thuật Judit Virág mô tả Alvó nő fekete vázával là đại diện "hoàn hảo" của nghệ thuật châu Âu thập niên 1920 kết hợp các yếu tố xu hướng nghệ thuật đương đại của Pháp, Đức và Nga.

## Lịch sử

### Hoàn cảnh ra đời
Berény có thể đã vẽ Alvó nő fekete vázával từ năm 1927 đến năm 1928, lúc mà ông trở về Budapest, quê hương Hungary từ Berlin (nơi ông chạy trốn sau Thế chiến thứ nhất). Bức tranh được công chúng trông thấy lần cuối vào năm 1928 khi nó được trưng bày tại Bảo tàng Ernst rồi bị đem bán. Khách hàng mua bức họa có thể là người Do Thái và rời khỏi đất nước trước hoặc trong Thế chiến thứ hai. Hungary rất bất ổn trong thời kỳ này và bức tranh bị coi là thất lạc.

### Tái phát hiện
Bức tranh được bán với giá 40 đô la Mỹ cho nhà sưu tập nghệ thuật Michael Hempstead ở một buổi đấu giá từ thiện tại nhà đấu giá St Vincent de Paul ở San Diego vào giữa thập niên 1990. Anh bán nó cho một cửa hàng đồ cổ ở Pasadena, California với giá 400 đô la Mỹ, đây là mức giá dành cho một tác phẩm của Berény vào thời điểm ấy. Rồi một nhà thiết kế bối cảnh mua lại bức tranh từ cửa hàng, thay mặt cho Sony Pictures, với giá 500 đô la Mỹ. Năm 1999, Hempstead nhận ra bức tranh trong bộ phim Stuart Little, trong đó nó được sử dụng làm đạo cụ bối cảnh ở các cảnh quay nội thất ngôi nhà của nhân vật chính. Hempstead cân nhắc theo dõi bức tranh và mua lại nó, biết rằng giá các tác phẩm của Berény đã tăng lên kể từ khi ông bán nó. Ngoài Stuart Little, bức tranh còn xuất hiện trong một số tập phim kịch xà phòng, bao gồm một số tập Family Law. Sau đấy nhà thiết kế bối cảnh mua bức tranh từ công ty điện ảnh để treo trong nhà cô ấy.
Ngày 24 tháng 12 năm 2009, nhà nghiên cứu và sử gia nghệ thuật của Phòng trưng bày Quốc gia Hungary, ông Gergely Barki đã nhận ra bức tranh trong lúc theo dõi Stuart Little tại nhà với cô con gái ba tuổi của mình. Barki nhận ra bức tranh từ một bức ảnh đen trắng năm 1928 mà ông từng xem. Vì không có phần mềm để lưu nên ông không thể tạm dừng hoặc tua lại các đoạn phim có bức tranh, nhưng nó được chiếu thường xuyên trong phim. Barki tin rằng bức tranh khó có thể là bản in hay bản sao vì nó không được nhiều người biết đến. Barki đã gửi 40–50 email đến các công ty sản xuất và ê-kíp làm phim khác nhau để cố gắng truy dấu bức tranh. Sau hai năm, ông nhận được phản hồi từ nhà thiết kế sở hữu nó. Barki được mời đến Hoa Kỳ (nơi bức tranh được treo trong nhà của nhà thiết kế bối cảnh) để xác nhận danh tính của nó. Barki đã gặp nhà thiết kế bối cảnh trong một công viên ở Washington, DC, và sau khi tháo khung bằng một chiếc tuốc nơ vít mượn từ một người bán hot dog, ông có thể xác nhận bức tranh là thật.
Cuối cùng, nhà thiết kế bối cảnh bán tác phẩm cho một nhà sưu tập nghệ thuật, rồi người này đem nó ra đấu giá vào tháng 12 năm 2014. Bức tranh được niêm yết với giá dự trữ là 121.220 đô la Mỹ và được bán cho một nhà sưu tập giấu tên người Hungary với giá 285.700 đô la Mỹ vào ngày 13 tháng 12. Do sự nổi tiếng có được nhờ hành trình tái phát hiện lạ lùng của bức tranh, tác phẩm được mô tả là bức tranh Hungary được nhiều người biết đến nhất.